# تيم ماغواير
تيم ماغواير (بالإنجليزية: Tim McGuire)‏ هو لاعب كرة قدم أمريكية أمريكي، ولد في 3 سبتمبر 1953 في أوماها في الولايات المتحدة.